# 아이리시 댄스

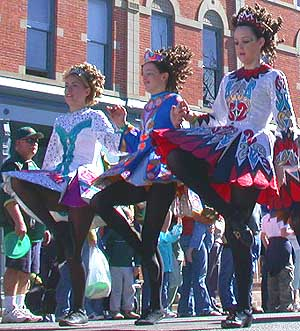
아이리시 댄스

아이리시 댄싱(영어: Irish dancing) 혹은 아이리시 댄스(영어: irish dance)는 아일랜드에서 시작된 전통춤의 형식이다. 이는 크게 사교 댄스와 퍼포먼스 댄스로 분류할 수 있다. 아일랜드의 사교댄스는 케일리(céilí)와 세트 댄싱(set dancing)으로 나뉠 수 있다. 아이리시 세트 댄스는 네 커플들이 네모지게 자리를 잡아 춤을 추는 발레이다. 반면 케일리 댄스는 두 명에서 열여섯 명의 사람들로 다양하게 구성해 춤을 출 수 있다. 또한 그들의 형성과정에서, 사교 댄스의 두 형식 사이의 중요한 스타일 차이가 있다. 사교댄스는 살아있는 전통으로, 특정한 춤들의 다양함이 아이리시 댄스 공동체의 모든 분야에서 공통적으로 발견된다. 그러나 몇몇 공간에 따라 춤들이 의도적으로 알맞게 변경되며 새로운 춤들은 안무가 짜이기도 한다.
아이리시 댄스는 1994년 세계적으로 유명해진 'Riverdance'공연으로 인해 대중화됐으며 다리와 발은 빠른 움직임을 보이면서 몸과 팔은 고정된 채 유지하며 추는 것으로 유명하다. 비록 많은 스텝 댄서들이 케일리 댄스를 추고 이와 관련한 대회에 참여하지만 가장 경쟁력 있는 춤은 솔로 부분이다. 솔로 스텝댄서들은 일반적으로 엄격하게 통제되지만 상반신의 움직임에는 엄격하지 않다. 팔을 곧게 뻗고 발은 빠르며 정확하게 움직여야 한다. 솔로 댄스는 부드러운 탭댄스(Soft shoe) 혹은 힘이 들어간 탭댄스(hard shoe) 모두 가능하다.
아일랜드의 전통 춤은 아일랜드의 전통음악과 어울려 성장했다. 아이리시 댄스의 근원은 명확하지 않지만, 유럽(특히 카드리유)의 춤 형식에 영향을 받은 것으로 보인다. 춤의 명수들은 18세기~19세기 초까지 아일랜드 곳곳을 돌아다니며 그 춤을 가르쳤다. 이 기간 동안 경연 혹은 박람회의 규모가 작아서 명수들이 공연하기 위해 춤을 추는 공간 또한 협소했다. 그들은 테이블 위에서 때로는 심지어 베럴 위에서도 춤을 췄을 것이라 말한다. 이는 춤의 스타일이 매우 엄격하기 때문인데, 그들은 손을 엄격하게 하고 팔의 움직임이 거의 없으며 무대를 통과하기도 한다. 그러나 시간이 지나면서 댄스 경연대회와 공연을 위한 장소를 위한 넓은 장소를 발견했고, 그 양식은 더욱 큰 움직임을 포함하는 방향으로 성장했다. 그리고 무대를 더욱 가로지르는 움직임이 보였는데 ‘Riverdance’에서의 춤이 그 예다.
몇몇 사람들은 아이리시 댄스의 기초인 팔의 엄격한 동작을 18, 19세기 아일랜드의 억압적인 규칙들의 결과로 본다. 이는 도덕적으로 불미스럽다는 이유로 춤을 추는 것을 금지한 성직자들 혹은 아일랜드 게임들(헐링과 아일랜드 풋볼), 언어 그리고 댄스를 불법화하는 정책들을 통해 아일랜드 문화를 전체적으로 뿌리 뽑으려 했던 영국을 예로 들 수 있다.

## 아이리시 케일리 댄스(Irish céilí dances)
아이리시 사교댄스 혹은 케일리(céilí, /keɪli/) 댄스라고 한다. 케일리 댄스는 형식에서 아일랜드와 나머지 세계적으로 매우 다르다. 케일리 댄스는 적게는 2명에서 많게는 16명까지 춤을 춘다. 케일리 댄스는 또한 수 없이 많은 커플들이 긴 선 혹은 원 주변을 돌면서 춤을 추며 보통 빠르고 복잡하다. 케일리댄스는 일반적으로 아일랜드의 핸드드럼이나 하프와 같은 아일랜드의 악기에 맞춰 춤을 춘다.
케일리댄스라는 용어는 19세기 말 게일어에서 들어왔다. 명사로써의 케일리(céilí)는 형용사 케일리와 차이가 있다. 케일리는 아이리시 음악과 춤을 다루는 모임이며 케일리 댄스는 아이리시 댄스의 특별한 유형이다. 몇몇 케일리스(céilithe, céilí의 복수형)는 케일리 댄스만, 몇몇은 셋트 댄스만, 그리고 몇몇은 그 둘을 섞어서 표현한다.

## 아이리시 세트 댄스(Irish set dancing)
아이리시 세트 댄스(컨츄리 세트 댄스라고도 부른다)는 프랑스의 꺄드릴을 기반으로 아일랜드 사람들이 아일랜드 음악과 그들의 춤(sean-nós steps, 아일랜드의 오래된 전통춤)을 합쳐 각색한 춤이다. 아이리시 세트 댄스의 독특한 특징은 남녀 네쌍(총 여덟명)이 정해진 형식에 따라 춤을 추고, 다수의 사람들로 구성돼 전체적으로 그 춤이 자주 반복된다는 것이다.
세트 댄스의 각 부분들은 음악의 박자에 맞춰 춤을 추는데 대부분 릴, 지그, 폴카, 혼파이프와 슬라이드에 맞춰 춘다. 그 춤은 아일랜드의 다양한 곳에서 왔으며 보통 그 이름은 원산지에 맞춰 불린다. 이에 대한 예로 코로핀 플레인 세트, 골웨이 세트, 클레어 렌서즈 세트 등이 있다.
아일랜드 음악가 협회(Comhaltas Ceoltóirí Éireann) 조직은 세트댄스에 대한 홍보와 함께 여러 이벤트를 주최하고 있다.

## 아이리시 스텝 댄스(Irish stepdance)
현대 형식에서의 스텝 댄스는 오래된 형식의 스텝 댄스에서 바로 내려왔다. 아일랜드에서는 스텝 댄스에 몇몇 다른 형식들이 있는데, 대중에게 가장 익숙한 스타일은 남반구의 ‘먼스터(Munster)’이며, 아이리시 댄스 위원회에 의하면 이는 ‘Coimisiún le Rincí Gaelacha’에 의해 형식화됐다. ‘Coimisiún le Rincí Gaelacha’는 아이리시 댄스에 대한 자격증 지급 구조를 처음으로 세운 조직이다.
아이리시 스텝 댄스는 주로 경기에서 다뤄지는데, 공연과 같은 형식적인 장소에서 이뤄진다.

### 아이리시 디아스포라의 샌노스(Sean-nós)댄스
아일랜드 사람들이 전 세계로 이민을 가면서 그들은 그들의 문화적인 전통을 갖고 유지하고 있었다. 많은 사람들은 샌노스 댄스가 전통적인 솔로댄스의 다양한 형식에서 영향을 받아왔다는 이론을 제시했는데, 특히 이러한 것들은 아일랜드의 공동체 의식이 강한 지역에서 발견됐다. 샌노스(Sean-nós) 댄스는 많은 미국과 캐나다의 전통적인 소리에 춤의 형식에 발전돼 영향 받은 경향이 있다. 예로들어 벅 댄스(buck dancing)과 클로깅(clogging), 탭댄스 등이 있다. 미국과 캐나다에서의 샌노스 댄스는 대부분 포크 페스티발에서 보여지고 있지만 더욱 폭넓게 그 방식을 소개하기 위해 댄스 워크숍을 시작하고 있다.

### 올드 스타일 스텝 댄스(Old-style step dancing)
올드 스타일 스텝 댄스는 18세기 후반부터 19세기 전반까지 아이리시 댄스의 명수들이 곳곳을 순회하면서 발달했다. 명수들은 천천히 이를 공식화하고 솔로와 사교 댄스 모두를 변형시켰다. 현재 올드 스타일 스텝 댄스 양식의 명수들에게서 18세기 댄서들의 스텝에 대한 혈통을 찾을 수 있다.
아이리시 댄스의 명수들은 토착의 아이리시 댄스 전통을 개선하고 성문화했다. 그 규칙들은 몸, 팔 그리고 발의 위치에 대한 제대로 된 모습을 드러내고 있다. 올드 스타일 스텝 댄서들은 옆구리에 팔을 느슨하게(엄격하지 않게) 놓고 춤을 춘다. 그들은 제한된 공간에서 춤을 추며 발을 통해 소리를 만들어 강조한다. 또한 이 시대의 아리시디 댄스 명수들은 특정한 스텝에서 턴까지의 안무를 짜는데, 이는 ‘Blackbird’, ‘St. Patrick's Day’, ‘Job of Journey Work’와 같은 전통적 음악과 어울리는 솔로 세트댄스들의 창작 속에서 이뤄지며, 이것들은 현대의 아이리시 스텝 댄스를 통해서 지속되고 있다. 이와 관련해 세트 댄스는 사교 댄스의 전통으로부터 분리된 전통적인 댄스를 의미한다.

### 이 밖의 춤들
아이리시 솔로 스텝댄스는 구두 뒷굽을 기반으로 두 개의 카테고리로 나뉜다. 하드 슈즈(혹은 하비 슈즈)와 소프트 슈즈(혹은 라이트 슈즈)에 따른 댄스이다. 소프트 슈즈에 따른 댄스 스타일은 네 가지가 있다. 릴(reel), 슬립 지그(slip jig), 라이트 지그(light jig) 그리고 싱글 지그(single jig)이다. 릴은 4/4박자(때때로 2/4 혹은 2/2박자)를 갖는다. 슬립 지그는 9/8박자이다. 라이트 지그와 싱글 지그는 6/8박자이다.
하드 슈즈에 따른 댄스는 2/4 혹은 4/4박자의 당긴음으로 된 혼파이프가 해당된다. 이는 느린 6/8박자의 트레블 지그(treble jig, 이는 헤비지그(heavy jig) 혹은 하드 지그(hard jig)라 불린다), 트레블 릴(treble reel)과 전통적인 세트를 포함한다. 많은 전통적인 세트들은 불규칙적인 음악적 프레이징을 갖는다. 이 밖에도 상급 댄서들에 의한 후기의 비전통적인 세트 댄스와 다섯 개의 전통적인 세트가 있는데 ‘St. Patrick's Day’, ‘Blackbird’, ‘Job of Journey work’, ‘Garden of Daisies’, ‘King of the Fairies’가 이에 해당된다.
경쟁대회에서 사용되는 케일리 댄스는 상대적으로 덜 형식적인 곳에서의 댄스보다 더욱 정밀한 형태를 가진다. 전형적인 아이리시 포크 댄스의 예로써 ‘An Coimisiún's Ar Rinncidhe Foirne(아이리시 댄스 위원회)’에서 표준화 및 공식화한 30개의 케일리 댄스 항목이 있다. 이것들은 스텝댄스 경연 댄서들에 의해 ‘book dance’라 불린다.

### 신발과 의상
신발에는 두가지 유형이 있는데 바로 소프트 슈즈(길리스(ghillies)라고도 알려져있다)와 하드 슈즈이다. 하드 슈즈는 섬유유리로 만들어진 탑과 힐을 제외한 탭 슈즈와 비슷하며 부피가 상당히 크다. 텝과 힐 이후엔 구두의 무게를 줄이고 구두 굽 소리를 키우기 위해 수지나 섬유유리로 변화됐다. 길리스라 불리는 소프트 슈즈는 검은색 편상화이다. 길리스는 오직 여성들만 입을 수 있으며 남성들은 ‘릴 슈즈’라 불리는 검은색 가죽 신발만 입을 수 있다. 릴 슈즈는 단단한 힐로 된 검은색 재즈 슈즈와 비슷하다. 남성들의 소프트 슈즈 댄스는 힐을 통한 소리가 매우 잘 난다는 특징이 있다.

### 경연 구조
조직화된 스텝 댄스 경연은 feis라고 불린다. Feis란 축제라는 뜻을 가진 아일랜드어다.